# Boubers-lès-Hesmond
Boubers-lès-Hesmond est une commune française située dans le département du Pas-de-Calais en région Hauts-de-France. Ses habitants sont appelés les Boubersois. La commune est membre de la communauté de communes des 7 Vallées.

## Géographie

### Localisation
Localisée dans le sud-ouest du département du Pas-de-Calais, Boubers-lès-Hesmond est une commune située, à vol d'oiseau, à 13 km à l'est de la commune de Montreuil-sur-Mer (chef-lieu d'arrondissement) et à 13 km à l'ouest de la commune de Fruges.
Le territoire de la commune est limitrophe de ceux de deux communes.
Les communes limitrophes sont Embry et Hesmond.

### Géologie et relief
La superficie de la commune est de 1,74 km2 ; son altitude varie de 46  à   132 m.

### Hydrographie
Le territoire de la commune est situé dans le bassin Artois-Picardie.
Il est traversé par l'Embrienne, cours d'eau naturel d'une longueur de 6,19 km, qui prend sa source dans la commune de Rimboval et se jette dans la Créquoise au niveau de la commune d'Hesmond.

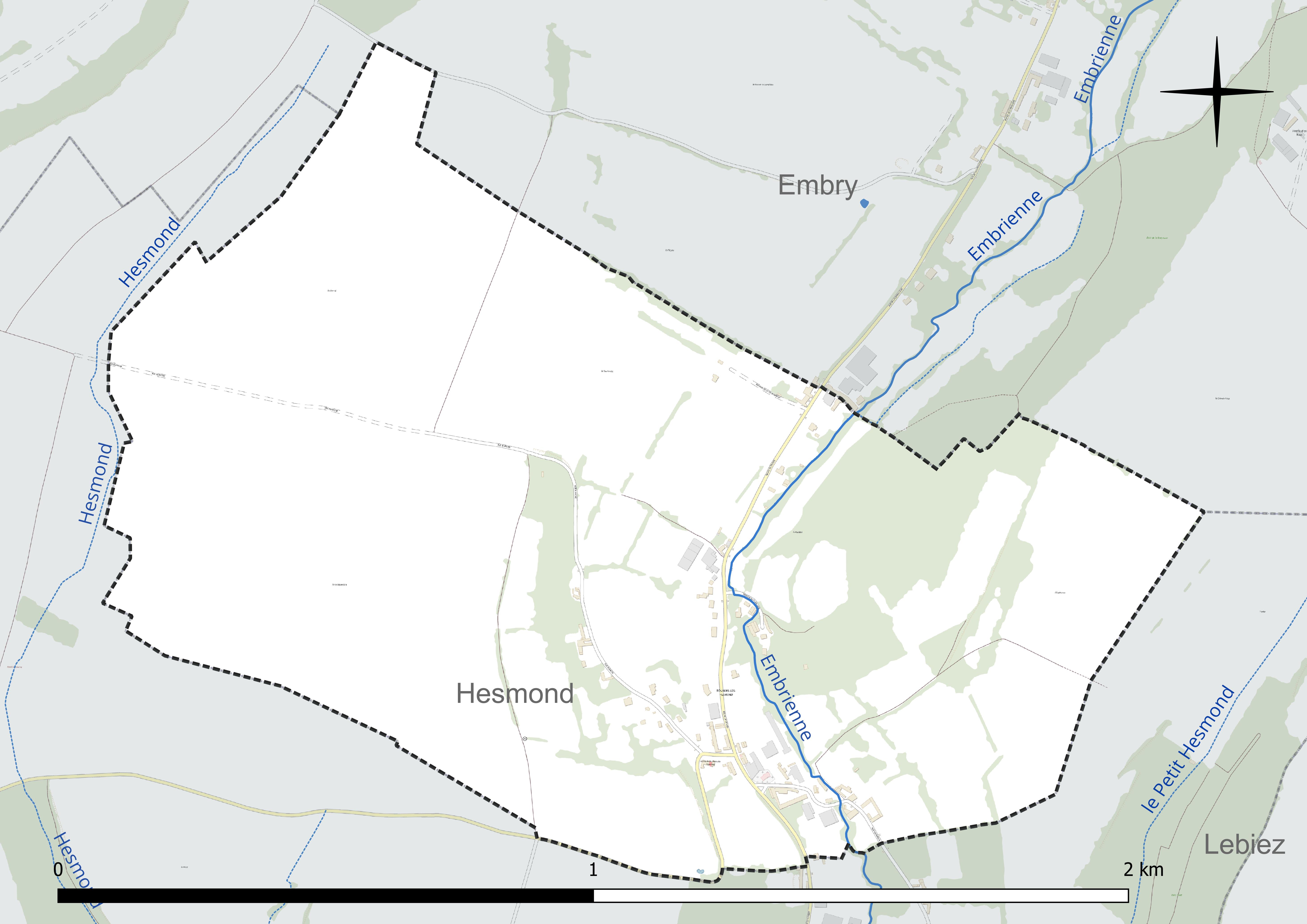
Réseau hydrographique de Boubers-lès-Hesmond.

### Climat
Pour des articles plus généraux, voir Climat des Hauts-de-France et Climat du Pas-de-Calais.
En 2010, le climat de la commune est de type climat océanique franc, selon une étude du CNRS s'appuyant sur une série de données couvrant la période 1971-2000. En 2020, Météo-France publie une typologie des climats de la France métropolitaine dans laquelle la commune est exposée à un climat océanique et est dans la région climatique Côtes de la Manche orientale, caractérisée par un faible ensoleillement (1 550 h/an) ; forte humidité de l’air (plus de 20 h/jour avec humidité relative > 80 % en hiver), vents forts fréquents.
Pour la période 1971-2000, la température annuelle moyenne est de 10,3 °C, avec une amplitude thermique annuelle de 13 °C. Le cumul annuel moyen de précipitations est de 951 mm, avec 13 jours de précipitations en janvier et 8,5 jours en juillet. Pour la période 1991-2020, la température moyenne annuelle observée sur la station météorologique la plus proche, située sur la commune de Radinghem à 14 km à vol d'oiseau, est de 10,5 °C et le cumul annuel moyen de précipitations est de 1 038,1 mm,. Pour l'avenir, les paramètres climatiques de la commune estimés pour 2050 selon différents scénarios d'émission de gaz à effet de serre sont consultables sur un site dédié publié par Météo-France en novembre 2022.

### Paysages
Pour un article plus général, voir Paysage en France.
La commune s'inscrit dans les « paysages montreuillois » tels qu'ils sont définis dans l'atlas de paysages de la région Nord-Pas-de-Calais, conçu par la direction régionale de l'Environnement, de l'Aménagement et du Logement (DREAL),.
Les « paysages montreuillois », qui concernent 98 communes, se délimitent : à l'ouest par des falaises qui, avec le recul de la mer, ont donné naissance aux bas-champs ourlées de dunes ; au nord par la boutonnière du Boulonnais ; au sud par le vaste plateau formé par la vallée de l'Authie, et à l'est par les paysages du Ternois et du Haut-Artois. Les « paysages montreuillois », avec, dans leur axe central, la vallée de la Canche et ses nombreux affluents comme la Course, la Créquoise, la Planquette…, offrent une alternance de vallées et de plateaux, appelés « ondulations montreuilloises ». Dans ces paysages, et plus particulièrement sur les plateaux, on cultive la betterave sucrière, le blé et le maïs et les plateaux entre la Ternoise et la Créquoise sont couverts de vastes massifs forestiers comme la forêt d'Hesdin-la-Forêt, les bois de Fressin, Sains-lès-Fressin, Créquy….
L’occupation des sols de la surface totale de ces « paysages montreuillois » est de 59,07 % de cultures, de 21,55 % de prairies naturelles, permanentes, de 12,02 % de forêts et de milieux semi-naturels, de 5,79 % d'espaces artificialisés avec les communes principales d'Étaples et Montreuil-sur-Mer, de 0,38 % de cours d'eau et plan d'eau, 0,41 % d'espaces industriels et de friches industrielles et de 0,14 % d’espaces dunaires.

### Milieux naturels et biodiversité

#### Zone naturelle d'intérêt écologique, faunistique et floristique
L’inventaire des zones naturelles d'intérêt écologique, faunistique et floristique (ZNIEFF) a pour objectif de réaliser une couverture des zones les plus intéressantes sur le plan écologique, essentiellement dans la perspective d’améliorer la connaissance du patrimoine naturel national et de fournir aux différents décideurs un outil d’aide à la prise en compte de l’environnement dans l’aménagement du territoire.
Le territoire communal comprend une ZNIEFF de type 2 : les vallées de la Créquoise et de la Planquette. Cette ZNIEFF est constituée de bois, de cultures, de prairies bocagères et de villages, représentation typique des paysages ruraux traditionnels du Nord-Pas-de-Calais.

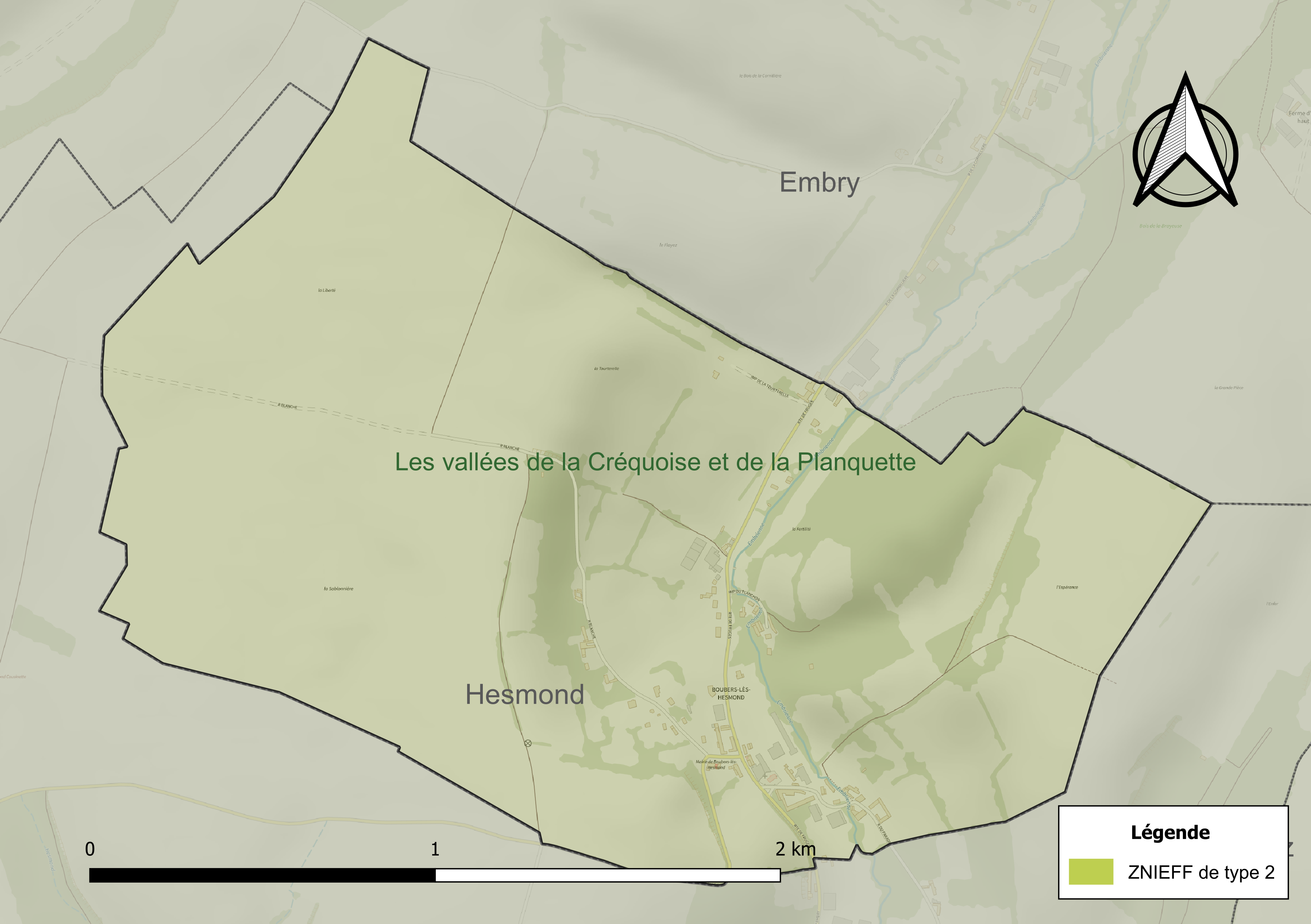
Carte de la ZNIEFF sur la commune.

## Urbanisme

### Typologie
Au 1er janvier 2024, Boubers-lès-Hesmond est catégorisée commune rurale à habitat dispersé, selon la nouvelle grille communale de densité à sept niveaux définie par l'Insee en 2022.
Elle est située hors unité urbaine et hors attraction des villes,.

### Occupation des sols
L'occupation des sols de la commune, telle qu'elle ressort de la base de données européenne d’occupation biophysique des sols Corine Land Cover (CLC), est marquée par l'importance des territoires agricoles (96,7 % en 2018), une proportion identique à celle de 1990 (96,7 %). La répartition détaillée en 2018 est la suivante : 
terres arables (56 %), prairies (23,3 %), zones agricoles hétérogènes (17,4 %), forêts (3,3 %). L'évolution de l’occupation des sols de la commune et de ses infrastructures peut être observée sur les différentes représentations cartographiques du territoire : la carte de Cassini (XVIIIe siècle), la carte d'état-major (1820-1866) et les cartes ou photos aériennes de l'IGN pour la période actuelle (1950 à aujourd'hui).

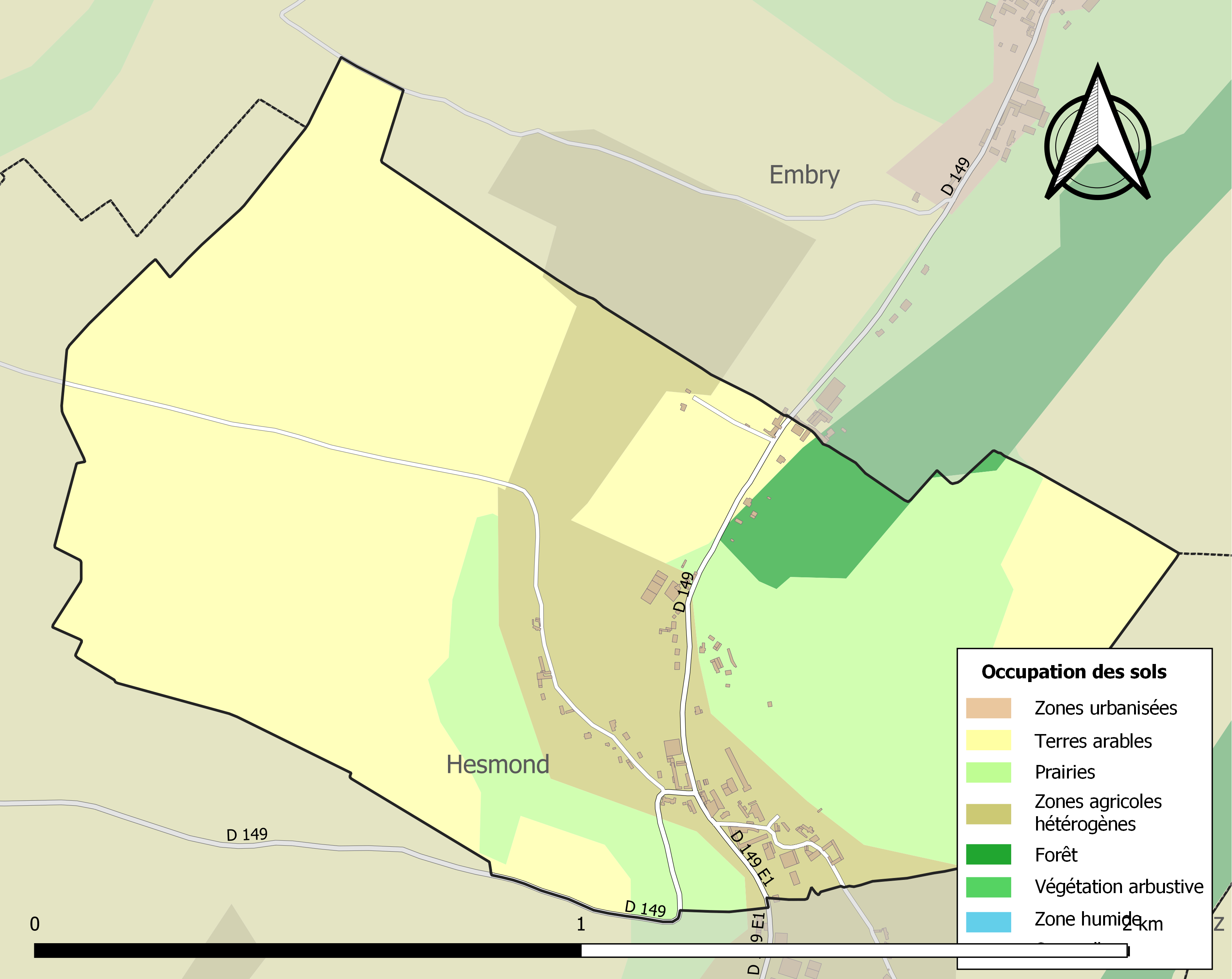
Carte des infrastructures et de l'occupation des sols de la commune en 2018 (CLC).

### Voies de communication et transports

#### Voies de communication
La commune est desservie par les routes départementales D 149 et D 149e1.

#### Transport ferroviaire
La commune se trouve à 9 km de la gare de Beaurainville, située sur la ligne de Saint-Pol-sur-Ternoise à Étaples, desservie par des trains TER Hauts-de-France.

## Toponymie
Le nom de la localité est attesté sous les formes Budberz et Buberch en 1079.
Albert Dauzat et Ernest Nègre ont vu dans Boubers un nom de personne germanique en -bert fixé absolument,. Albert Dauzat suggère *Bud- en tant qu'élément d'anthroponyme non attesté en l'état des sources. Ernest Nègre évite l'écueil d'un nom de personne non attesté en proposant Baldebertus, cependant il faut supposer préalablement que Balde- soit devenu Baude- réduit à Bod- postérieurement, ce qui affaiblit cette hypothèse.
Ils rapprochent Boubers-lès-Hesmond de Boubers-sur-Canche (Pas-de-Calais, Budberz et Bobert en 1079, Botbercii en 1099, Buberch en 1129) dont les formes anciennes ne comportent pas non plus un élément Balde- devenu Baude-, mais le même élément Bud-. Ils omettent le toponyme Mons-Boubert (Somme, Boberc en 1176, Bobers en 1187, Bouberc de 1209, Bouberch régulièrement de 1220 à 1616) qui partage vraisemblablement la même étymologie. Maurits Gysseling rapproche Boubers-sur-Canche des Budberg allemands, qui sont manifestement des toponymes en -berg.
Le germanique berg signifie « élévation, colline, mont », il est précédé d'un substantif ou d'un adjectif germanique, plusieurs étymologies étant possibles. Maurits Gysseling ne se prononce pas sur sa nature, montrant par là qu'il bute sur son identification. Le recours à l'appellatif berg se justifie également par le dénivelé de 90 m sur le territoire de la commune, de même pour Boubers-les-Hesmond avec 86 m et Mons-Boubert qui domine une profonde vallée correspondant à une cassure du plateau et dont Mons « mont(s) » anciennement associé à Boubert est la traduction romane de berg.
Le déterminant supplémentaire Lès-Hesmond signifie « près de Hesmond », En français, la préposition « lès » signifie « près de ». D'usage vieilli, elle n'est guère plus rencontrée que dans les toponymes, plus particulièrement ceux de localités. Il convient de noter que la première mention de Hesmond est Hethenesberg en 826 et est constituée du même appellatif berg, conjointement attesté avec l'appellatif roman mont (Hethenasmont en 838). En outre, Humbert (Umberche en 1170, Unguebert vers 1214) situé au nord est considéré comme un toponyme en -berg.

## Politique et administration

### Découpage territorial
La commune se trouve dans l'arrondissement de Montreuil du département du Pas-de-Calais.

#### Commune et intercommunalités
La commune a fait partie, de 1996 à 2013, de la communauté de communes du val de Canche et d'Authie et, depuis le 1er janvier 2014, elle fait partie de la communauté de communes des 7 Vallées (7 Vallées comm) dont le siège est basé à Hesdin-la-Forêt. La communauté de communes des 7 Vallées regroupe 66 communes et totalise 29 425 habitants en 2022

#### Circonscriptions administratives
La commune faisait partie du canton de Campagne-lès-Hesdin, depuis la loi du 22 décembre 1789 reprise par la constitution de 1791, qui divise le royaume (la République en septembre 1792), en communes, cantons, districts et départements.
Dans le cadre du redécoupage cantonal de 2014 en France, elle est maintenant rattachée, ainsi que toutes les communes de l'ancien canton de Campagne-lès-Hesdin, au canton d'Auxi-le-Château qui passe de 26 à 84 communes.

#### Circonscriptions électorales
Pour l'élection des députés, la commune fait partie, depuis 1986, de la quatrième circonscription du Pas-de-Calais.

### Élections municipales et communautaires

#### Liste des maires
| Période                                  | Période                      | Identité                     | Étiquette | Qualité                                                                     |
| ---------------------------------------- | ---------------------------- | ---------------------------- | --------- | --------------------------------------------------------------------------- |
| Les données manquantes sont à compléter. |                              |                              |           |                                                                             |
| 1793                                     | 1796                         | Pierre François Baudelet     |           | Agriculteur                                                                 |
| 1796                                     | 1823                         | Antoine François Noeuveglise |           | Agriculteur                                                                 |
| 1823                                     | 1835                         | Constantin Tétu              |           | Maréchal-Ferrant                                                            |
| 1835                                     | 1844                         | Charles Louis Bonvarlet      |           | Propriétaire                                                                |
| 1844                                     | 1864                         | Liévin Godin                 |           | Prpriétaire                                                                 |
| 1864                                     | 1881                         | François Bodécot             |           | Agriculteur                                                                 |
| 1881                                     | 1908                         | Alexandre Maquaire           |           | Agriculteur                                                                 |
| 1908                                     | 1959                         | Eugène Maquaire              |           | Agriculteur                                                                 |
| 1959                                     | mars 1977                    | Roger Maquaire               |           | Agriculteur                                                                 |
| mars 1977                                | mars 2008                    | Francis Maquaire             | DVD       | Agriculteur                                                                 |
| mars 2008                                | En cours (au 2 février 2022) | Francis Tétard               |           | Agriculteur Réélu pour le mandat 2014-2020, Réélu pour le mandat 2020-2026, |

## Équipements et services publics

### Justice, sécurité, secours et défense
La commune dépend du tribunal de proximité de Montreuil, du conseil de prud'hommes de Boulogne-sur-Mer, du tribunal judiciaire de Boulogne-sur-Mer, de la cour d'appel de Douai, du tribunal de commerce de Boulogne-sur-Mer, du tribunal administratif de Lille, de la cour administrative d'appel de Douai et du tribunal pour enfants de Boulogne-sur-Mer.

## Population et société

### Démographie
Les habitants de la commune sont appelés les Boubersois.

#### Évolution démographique
L'évolution du nombre d'habitants est connue à travers les recensements de la population effectués dans la commune depuis 1793. Pour les communes de moins de 10 000 habitants, une enquête de recensement portant sur toute la population est réalisée tous les cinq ans, les populations de référence des années intermédiaires étant quant à elles estimées par interpolation ou extrapolation. Pour la commune, le premier recensement exhaustif entrant dans le cadre du nouveau dispositif a été réalisé en 2005.

En 2022, la commune comptait 70 habitants, en évolution de −19,54 % par rapport à 2016 (Pas-de-Calais : −0,72 %, France hors Mayotte : +2,11 %).
| 1793 | 1800 | 1806 | 1821 | 1831 | 1836 | 1841 | 1846 | 1851 |
| ---- | ---- | ---- | ---- | ---- | ---- | ---- | ---- | ---- |
| 96   | 98   | 93   | 117  | 122  | 113  | 110  | 115  | 112  |

| 1856 | 1861 | 1866 | 1872 | 1876 | 1881 | 1886 | 1891 | 1896 |
| ---- | ---- | ---- | ---- | ---- | ---- | ---- | ---- | ---- |
| 94   | 97   | 96   | 93   | 87   | 82   | 77   | 76   | 91   |

| 1901 | 1906 | 1911 | 1921 | 1926 | 1931 | 1936 | 1946 | 1954 |
| ---- | ---- | ---- | ---- | ---- | ---- | ---- | ---- | ---- |
| 89   | 86   | 87   | 90   | 86   | 73   | 65   | 84   | 87   |

| 1962 | 1968 | 1975 | 1982 | 1990 | 1999 | 2005 | 2006 | 2010 |
| ---- | ---- | ---- | ---- | ---- | ---- | ---- | ---- | ---- |
| 80   | 90   | 85   | 71   | 71   | 77   | 69   | 68   | 72   |

| 2015 | 2020 | 2022 | - | - | - | - | - | - |
| ---- | ---- | ---- | - | - | - | - | - | - |
| 84   | 75   | 70   | - | - | - | - | - | - |

#### Pyramide des âges
En 2018, le taux de personnes d'un âge inférieur à 30 ans s'élève à 18,7 %, soit en dessous de la moyenne départementale (36,7 %). À l'inverse, le taux de personnes d'âge supérieur à 60 ans est de 38,7 % la même année, alors qu'il est de 24,9 % au niveau départemental.
En 2018, la commune comptait 41 hommes pour 43 femmes, soit un taux de 51,19 % de femmes, légèrement inférieur au taux départemental (51,5 %).
Les pyramides des âges de la commune et du département s'établissent comme suit.
| Hommes | Classe d’âge | Femmes |
| ------ | ------------ | ------ |
| 0,0    | 90 ou +      | 2,6    |
| 10,8   | 75-89 ans    | 15,8   |
| 21,6   | 60-74 ans    | 26,3   |
| 40,5   | 45-59 ans    | 23,7   |
| 8,1    | 30-44 ans    | 13,2   |
| 8,1    | 15-29 ans    | 5,3    |
| 10,8   | 0-14 ans     | 13,2   |

| Hommes | Classe d’âge | Femmes |
| ------ | ------------ | ------ |
| 0,5    | 90 ou +      | 1,6    |
| 5,6    | 75-89 ans    | 8,9    |
| 16,7   | 60-74 ans    | 18,1   |
| 20,2   | 45-59 ans    | 19,2   |
| 18,9   | 30-44 ans    | 18,1   |
| 18,2   | 15-29 ans    | 16,2   |
| 19,9   | 0-14 ans     | 17,9   |

## Culture locale et patrimoine

### Lieux et monuments
- L'église Notre-Dame-de-l'Assomption.
- La commune ne possède pas de monument aux morts, mais une plaque de marbre apposée sur le mur de l’église[40].

### Héraldique
| Blason de Boubers-lès-Hesmond | Blason  | D'argent au sautoir de gueules, chargé en cœur d'une molette d'or et cantonné de quatre crosses abbatiales contournées de gueules. |
| Blason de Boubers-lès-Hesmond | Détails | Le statut officiel du blason reste à déterminer.                                                                                   |

## Pour approfondir